# 沙夫茨伯里
沙夫茨伯里（Shaftesbury）是英格蘭多塞特郡的一個城市和民政教區，位於索爾茲伯里以西20英里（32），靠近威爾特郡。當地名勝有創建於888年的沙夫茨伯里修道院。據2001年人口普查，這裡有人口7,314人。